# Henri Médus
Henri Médus est un chanteur d'opéra français, né le 21 octobre 1904 à Guelma (Algérie) et mort le 11 novembre 1985 à Toulon (Var).
Membre de la troupe de l'Opéra de Paris à partir de 1933, il s'illustra particulièrement dans les rôles de « basse noble » : La Flûte enchantée (Sarastro), Samson et Dalila (le Vieillard hébreu), Aïda (Ramfis), Rigoletto (Sparafucile), La Juive (le cardinal de Brogni), Les Huguenots (Marcel), L'Enlèvement au sérail (Osmin), Boris Godounov (Pimène, Varlaam), La Walkyrie (Hunding), Le Chevalier à la rose (le baron Ochs).

## Biographie
Issu d'une famille d'origine pyrénéenne, Henri Médus est né en Algérie française, à Guelma, où il passe son enfance avant que sa famille ne s'installe à Alger. C'est dans cette ville qu'il prend très tôt des cours de chant auprès de Rose Elsie (soprano de l'Opéra-Comique qui y débuta le 6 août 1923 dans Tosca), tout en ayant une activité professionnelle. Après une audition devant le célèbre chef d'orchestre Désiré-Émile Inghelbrecht (1880-1965), alors directeur musical de l'Opéra d'Alger, il réalise qu'il est temps de penser sérieusement au chant. Grâce à cette audition, le Directeur musical de l'Opéra d'Alger lui confie le rôle de Colline dans La Vie de bohème. Il débute sur scène le 16 octobre 1929 dans l'opéra de Puccini en version française. Après s'être aguerri pendant deux saisons dans une multitude de rôles, il tente l'aventure à Paris et est engagé comme choriste, notamment au Théâtre du Châtelet. Sa rencontre avec le professeur de chant Pierre-Ernest Dupré va lui permettre de perfectionner sa technique vocale et de préparer une audition pour l'Opéra Garnier et l'Opéra-Comique.
C'est en 1933 qu'il intègre la troupe de l'Opéra Garnier, alors sous la direction de Jacques Rouché et y débutera le 25 novembre 1933 dans le rôle de Ramfis dans Aida. Il débutera sur la scène de l'Opéra-Comique, le 20 avril 1941 dans le rôle de Arkel. Sa carrière se développe et lui permet de se produire aussi bien dans tous les théâtres français qu'en Europe.
En 1939, il participe au tournage du film de Julien Duvivier, La Fin du jour. Son intervention, lors de la scène du mariage de deux pensionnaires de la maison de retraite, est l'occasion d'entendre sa voix caverneuse, claire à l'articulation parfaite.
Sa voix profonde de véritable basse noble et sa facilité déconcertante dans les graves (qui feront dire qu'il fut la basse atteignant les notes les plus graves au monde), sa truculence sur scène lui permirent d'aborder tous les emplois de basse et de basse-bouffe. Grand défenseur du répertoire français et allemand, il ne négligea pas pour autant la création musicale. C'est ainsi que Reynaldo Hahn, Max d'Ollone, Henri Rabaud, Gilbert Bécaud, etc. firent appel à lui pour des créations musicales.
Sa nature humble et son refus du vedettariat auront été,sans aucun doute[Interprétation personnelle ?], un frein à une immense carrière internationale.
En 1959, il se retire de la troupe de l'Opéra de Paris (RTLN) tout en continuant sa carrière en province, ou en apparaissant en tant qu'artiste invité à l'Opéra-Comique. Le Conservatoire National de Paris fait alors appel à lui et crée spécialement une classe de maquillage dans laquelle défileront bon nombre d'artistes lyriques.
En 1974, il met un terme à sa carrière lyrique et fait ses adieux à la scène dans le rôle de Sarastro, qu'il aura tant interprété tout au long de sa longue activité lyrique. Il continue à être membre de jurys de concours de chant.
Les quelques trop rares enregistrements de Henri Médus laissent entendre une voix claire et profonde, aux graves abyssaux, une articulation parfaite et un style de l'Opéra français irréprochable.
C'est en novembre 1985 qu'il s'éteint à Toulon. Il repose au Cimetière de Lagoubran à Toulon.

## Carrière
Les productions auxquelles Henri Médus a participé de 1929 à 1974 sont les suivantes :

## Discographie
Intégrales
- Gilbert Bécaud : L'Opéra d'Aran (le curé), avec Alvino Misciano, Rosanna Carteri, Agnès Disney, Michel Llado, Louis Maurin, Peter Gottlieb, Roger Soyer, Franck Schooten, Georges Prêtre (dir.)- Pathé ASTY 136-138 3 (33 tours)
- Hector Berlioz : L'Enfance du Christ (le père de famille), avec Hélène Bouvier, Jean Giraudeau, Louis Noguéra, Michel Roux, André Cluytens (dir.) - juin 1951 - DTX 101-102
- Georges Bizet : Carmen (Zuniga), avec Suzanne Juyol, Libero de Luca, Julien Giovannetti, Jacqueline Cauchard, Denise Boursin, Marcel Enot, Jean Vieuille, Albert Wolff (dir.)
- Camille Saint-Saëns : Samson et Dalila (le Vieillard hébreu), avec José Luccioni, Hélène Bouvier, Paul Cabanel, Charles Cambon, Louis Fourestier (dir.) - 1946 - EMI 5 65263 2 / rééd. Naxos historical 8.110063-64 (2 CD)
- Emmanuel Bondeville : L'École des maris (un clerc de nuit) avec Mado Robin, Agnès Disney, Louis Musy, Jean Giraudeau, Xavier Depraz, Robert Massard, Serge Rallier, Pierre Giannotti, André Philippe. Direction musicale : Albert Wolff - Decca Fat 133518 - Grand prix du disque 1954
- Carl Maria von Weber : Obéron (le calife), avec Constantina Araujo, Rita Gorr, Denise Duval, Martha Angelici, Georges Noré, Raphael Romagnoni, Pierre Germain, Charles Paul, Marcel Clavere, Edmond Chastenet, Paul Finel, Max Conti, Alain Vanzo, André Philippe, Jacqueline Cauchard, André Cluytens - Live Opéra Garnier - Malibran - 1955

Extraits, sélections
- Adolphe Adam : Si j'étais roi (le prince Kadoor), avec René Bianco, Liliane Berton, Andrée Gabriel, André Mallabrera, Bernard Alvy, Richard Blareau (dir.) - Musidisc 203 002 / rééd. Accord 4762104 (2 CD)
- Charles Lecocq : La Fille de madame Angot (Louchard), avec Colette Riedinger, Suzanne Lafaye, Georgette Spanellys, Gabriel Bacquier, Louis Musy, Michel Cadiou, Richard Blareau (dir.) - janvier 1963 - Decca
- Giacomo Meyerbeer : Les Huguenots (Urbain), avec Renée Doria, Jeanne Rinella, Guy Fouché, Simone Couderc, Adrien Legros, Jean Allain (dir.) - Pléiade P3085/86 (33 tours) / rééd. Malibran Music MR 581 - Enregistré en 1953 au théâtre de l'Apollo.
- Les Basses françaises, vol.2 - Malibran Music MR 651

## Filmographie
- La Fin du jour de Julien Duvivier en 1939, avec Louis Jouvet, Victor Francen, Gabrielle Dorziat, Sylvie, Michel Simon, Madeleine Ozeray, Raymone, Odette Talazac, Marie-Hélène Dasté, François Périer, Jean Coquelin. Musique de Maurice Jaubert